# Антична філософія
Антична філософія — філософія античності. Умовно може бути поділена на давньогрецьку філософію та давньоримську філософію. Першим філософом античності є Фалес, останнім — Боецій.
Усі основні ідеї та інституції, які складають сучасну західну цивілізацію, виникли протягом декількох століть в результаті зусиль давньогрецького народу. Право, демократія, мистецтво, наука, філософія — в тому значенні, як ми їх розуміємо сьогодні, з'явились саме в Давній Греції. Перші філософські вчення виникли близько 2 500 років тому в Індії, Китаї і Стародавній Греції. Однак тільки давньогрецька філософія являє собою цілком оригінальне, завершене явище, яке корінним чином вплинуло на західну цивілізацію. Індійська філософія мала епізодичний вплив на європейське мислення: в давнину — імовірно, на Піфагора, в новий час — на Шопенгауера.
У Стародавньому Римі були значні філософи-письменники на зразок Цицерона, Сенеки, Лукреція Кара, але вони не являють руху думки вперед, всі вони повторюють греків. Нарівні з римлянами до римської філософії належать також греки — представники римських шкіл.

## Західна філософія
Джерело: A Timeline of Western Philosophers [Архівовано 27 листопада 2010 у Wayback Machine.]
Легенда
- Позначки приблизно відокремлюють різні періоди в філософії. При цьому поділ не є строгим, деякі римські філософи можуть розглядатися послідовниками еллінізму.
  - (600 − 450 до н. е.) — досократівська філософія.
  - (450 — 300 до н. е.) — класична давньогрецька філософія: Сократ, Платон, Аристотель.
  - (300 — 100 до н. е.) — елліністична філософія.
  - (100 до н. е. — 450 н. е.) — римська філософія.
- На діаграмі не представлені іонічна школа, киренаїки, мегарська школа та перипатетики.
- Для багатьох філософів точні дати народження та смерті не встановлені, тому роки їх життя визначені приблизно.

### Давньогрецька філософія
Давньогрецький мислитель Фалес із Мілета висловив ідею, що все походить з води й у воду ж обертається. Цей природний початок виявляє єдину основу всіх речей, носієм всіх змін і перетворень. Спадкоємець Фалеса Анаксимандр вбачав першооснову у першоречовині — апейроні. Інший давньогрецький філософ Анаксимен думав, що першоосновою всього є повітря.
Атомістична теорія пояснювала явища природи природними причинами й тим самим звільняла людей від міфологічного страху перед таємничими, надприродними силами. Демокріт учив, що світ не створений богами, а існує вічно, що в ньому все рухається й перетворюється з одного стану в інший завдяки з'єднанню й роз'єднанню атомів.
У боротьбі з матеріалістичним світоглядом формувався філософський ідеалізм. Родоначальником послідовної філософської системи об'єктивного ідеалізму був Платон. Відповідно до вчення Платона, лише світ ідей являє собою справжнє буття, а конкретні речі — це щось середнє між буттям і небуттям, вони тільки тіні ідей.
Античність створила й перші спроби застосування різноманітних теорій в межах єдиної філософської системи. Однієї з вершин філософської думки Древньої Греції щодо цього є праці Арістотеля. Виходячи з визнання об'єктивного існування матерії, Арістотель вважав її вічною. Матерія не може виникнути з нічого, говорив він, не може також збільшитися або зменшитися у своїй кількості.
Натурфілософи вважали, що основою речей є почуттєво сприймані елементи: кисень, вогонь, вода, земля й певна речовина — апейрон; піфагорійці бачили її в математичних атомах; елеати вбачали основу світу в єдиному, незримому бутті; Демокрит вважав такою основою неподільні атоми; академія Платона — земна куля лише тінь, результат втілення царства чистої думки.
Для ранніх натурфілософів характерна особливого роду стихійна діалектика мислення. Вони розглядають космос як ціле, яке беззупинно змінюється, у якому незмінна першооснова з'являється в різних формах. Особливо яскраво представлена діалектика у Геракліта, відповідно до якого все суще треба мислити як рухливу єдність і боротьбу протилежностей. Згідно з Парменідом, буття — це те, що можна пізнати тільки розумом, а не за допомогою органів відчуттів.

### Елліністична філософія
В епоху еллінізму продовжували свою діяльність Платонівська академія, аристотелівський ліцей, кініки та киренська школа. У той же час виникають три нові філософські школи: скептицизм, епікуреїзм та стоїцизм. Об'єднувала їх загальна зосередженість на питаннях поведінки індивіда, досягнення ним внутрішньої незалежності від навколишнього світу і пов'язане з цим витіснення онтологічної проблематики.
Школа скептиків, заснована наприкінці 4 століття до н. е. Пірроном, закликала до досягнення незворушності духу на шляху відмови від пошуків неможливого, на їхню думку, об'єктивного знання, утримання від суджень і прямування розумною ймовірності, традицій та звичаїв. Надалі скептицизм зливається із Платонівською академією (це, так звані, друга та третя академії, засновані Аркесілаєм та Карнеадом). У 1 столітті до н. е. скептицизм розвивається Енесідемом.
Епікур, який створив своє вчення на основі атомістичного вчення Демокріта та етики киренаїків, почав викладати 309 до н. е., проповідуючи досягнення щастя і духовного блаженства (безтурботність і спокій душі) через помірність у почуттях, задоволеннях. Школа Епікура, що існувала до середини 4 століття н. е., здійснила значний вплив на світогляд елліністичної епохи.
Діяльність засновників стоїцизму — Зенона з Кітіона, Клеанфа та Хрісіппа протікала у 3-2 століттях до н. е. Відроджуючи концепції досократівської філософії (насамперед Геракліта), стоїки вбачали космос розумним вогненним диханням, яке дробиться на різноманіття логосів, одним з яких є людина. Нескоренністю духу вбачається в повному підпорядкуванні космічного розуму, для чого необхідні безпристрасність та чесність.
З середини 2 століття до н. е. починається процес сакралізації, зближення філософії з релігійно-міфологічними традиціями Греції та Сходу. Філософія стає на шлях еклектичного об'єднання різних систем. Центральною фігурою цього процесу є Посідоній, який синтезував піфагорійський-платонічну та стоіцистську філософію у детально розроблену і велику систему платонічного стоїцизму. Продовжувачами цього були Евдор та Потамон.